# Johnson (Minnesota)
Johnson és una població dels Estats Units a l'estat de Minnesota. Segons el cens del 2000 tenia 32 habitants.

## Demografia
Segons el cens del 2000, Johnson tenia 32 habitants, 16 habitatges, i 9 famílies. La densitat de població era de 39,9 habitants per km².
Dels 16 habitatges en un 18,8% hi vivien nens de menys de 18 anys, en un 50% hi vivien parelles casades, en un 6,3% dones solteres, i en un 43,8% no eren unitats familiars. En el 37,5% dels habitatges hi vivien persones soles el 6,3% de les quals corresponia a persones de 65 anys o més que vivien soles. El nombre mitjà de persones vivint en cada habitatge era de 2 i el nombre mitjà de persones que vivien en cada família era de 2,67.
Per edats la població es repartia de la següent manera: un 9,4% tenia menys de 18 anys, un 9,4% entre 18 i 24, un 15,6% entre 25 i 44, un 53,1% de 45 a 60 i un 12,5% 65 anys o més.
L'edat mediana era de 49 anys. Per cada 100 dones de 18 o més anys hi havia 141,7 homes.
La renda mediana per habitatge era de 38.125 $ i la renda mediana per família de 39.375 $. Els homes tenien una renda mediana de 28.750 $ mentre que les dones 9.375 $. La renda per capita de la població era de 20.759 $. Cap de les famílies i el 5,4% de la població estaven per davall del llindar de pobresa.

## Poblacions més properes
El següent diagrama mostra les poblacions més properes.